# Oroville (California)
Oroville è una località degli Stati Uniti d'America, capoluogo della contea di Butte, nello Stato della California.
Nel suo territorio si trova la diga di Oroville, che con i suoi 235 metri di altezza è la più alta degli Stati Uniti, nonché tra le prime venti nel mondo.

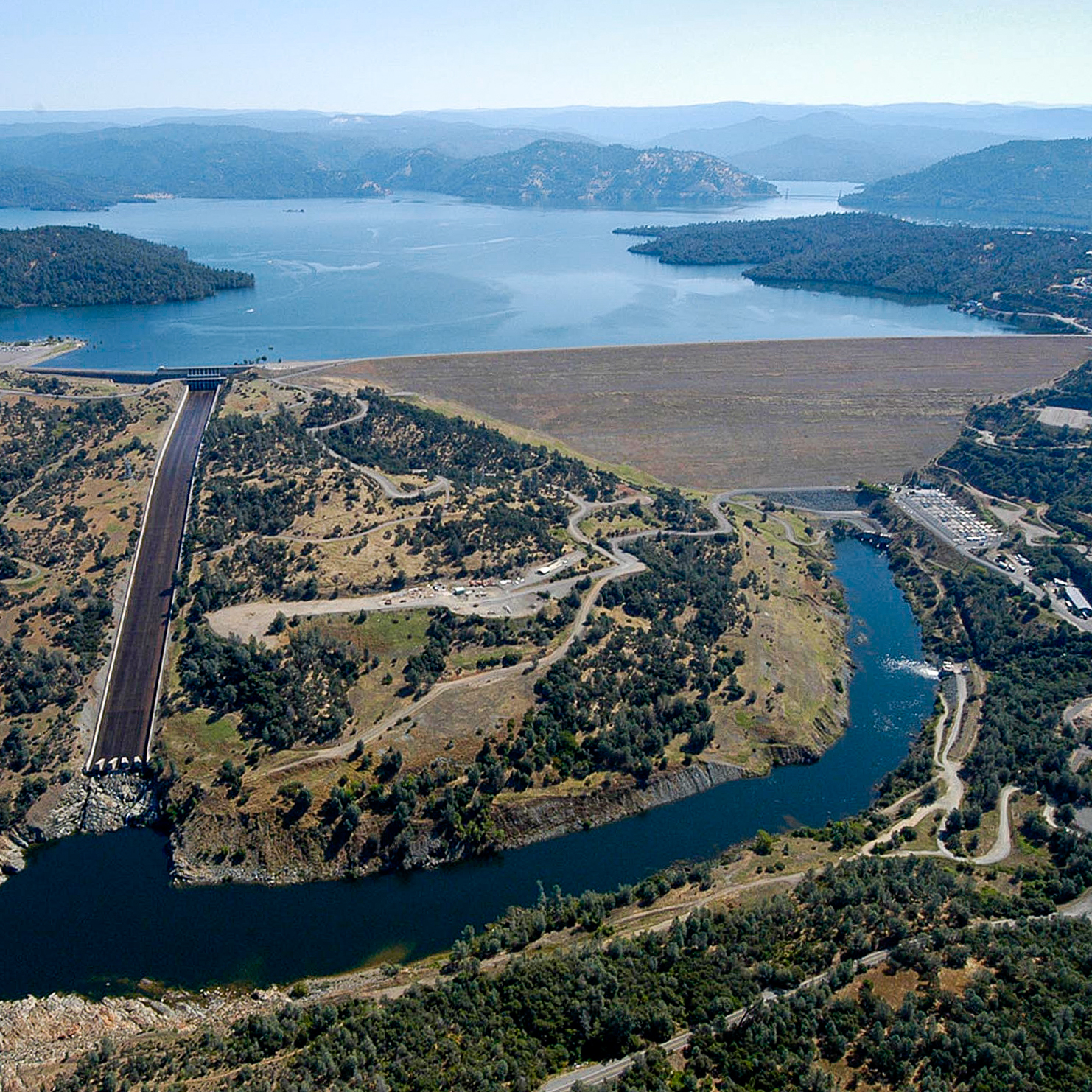
Vista aerea della diga di Oroville